# Bandera de les Illes Marshall
La bandera de les Illes Marshall va ser aprovada a l'inici de l'autogovern, l'1 maig de 1979, per a aquest estat insular de l'oceà Pacífic. La bandera va ser dissenyada per Emlain Kabua, que va exercir com a primera Primera dama de la república.
Les Illes Marshall van ser part de la Territori en Fideïcomís de les Illes del Pacífic administrat pels Estats Units, del qual formaven part les Illes Marshall i els Micronèsia. En comú amb les nacions insulars de la regió, aquesta bandera té la representació simbòlica del lloc de les illes a l'oceà. La banda diagonal representa l'augment de l'equador, l'estrella, que representa l'arxipèlag a l'hemisferi nord. El blanc i el taronja representen, respectivament, el Ratak cadena (l'alba) i la Ralik cadena (la posta de sol), així com a símbol de pau i valor. L'estrella té 24 puntes que representen el nombre de districte electorals, mentre que els quatre punts allargats representen els principals centres culturals Majuro, Jaluit, Wotje i Ebeye.
Les normes i especificacions relatives a la bandera es detallen a la Llei de la Bandera Oficial de les Illes Marshall de 1979 (Llei Pública 1979-1).
Aquesta bandera va quedar en novè lloc de 72 –la millor bandera d'una nació independent que no és el Canadà ni els Estats Units, sinó que està en lliure associació amb els Estats Units– en una enquesta de la North American Vexillological Association que es va dur a terme el 2001.

## Banderes històriques

Bandera sota domini colonial alemany usada de 1878 a 1894.
Bandera de Territori en Fideïcomís de les Illes del Pacífic, usada de 1965 a 1979.
Bandera de les Nacions Unides usada de 1947 a 1965.
Bandera dels Estats Units d'Amèrica, usada de 1944 a 1986.

### Banderes subnacionals

Bandera de l'Atol d'Ailuk
Bandera de l'Atol de Bikini de 1987 fins a l'actualitat
Bandera de l'Atol d'Ebon
Bandera de l'Atol de Kwajalein
Bandera de l'Atol de Majuro
Bandera de l'Atol de Namdrik
Bandera de l'Atol d'Ujae
Bandera de l'Atol de Wotho